# ヘントの祭壇画

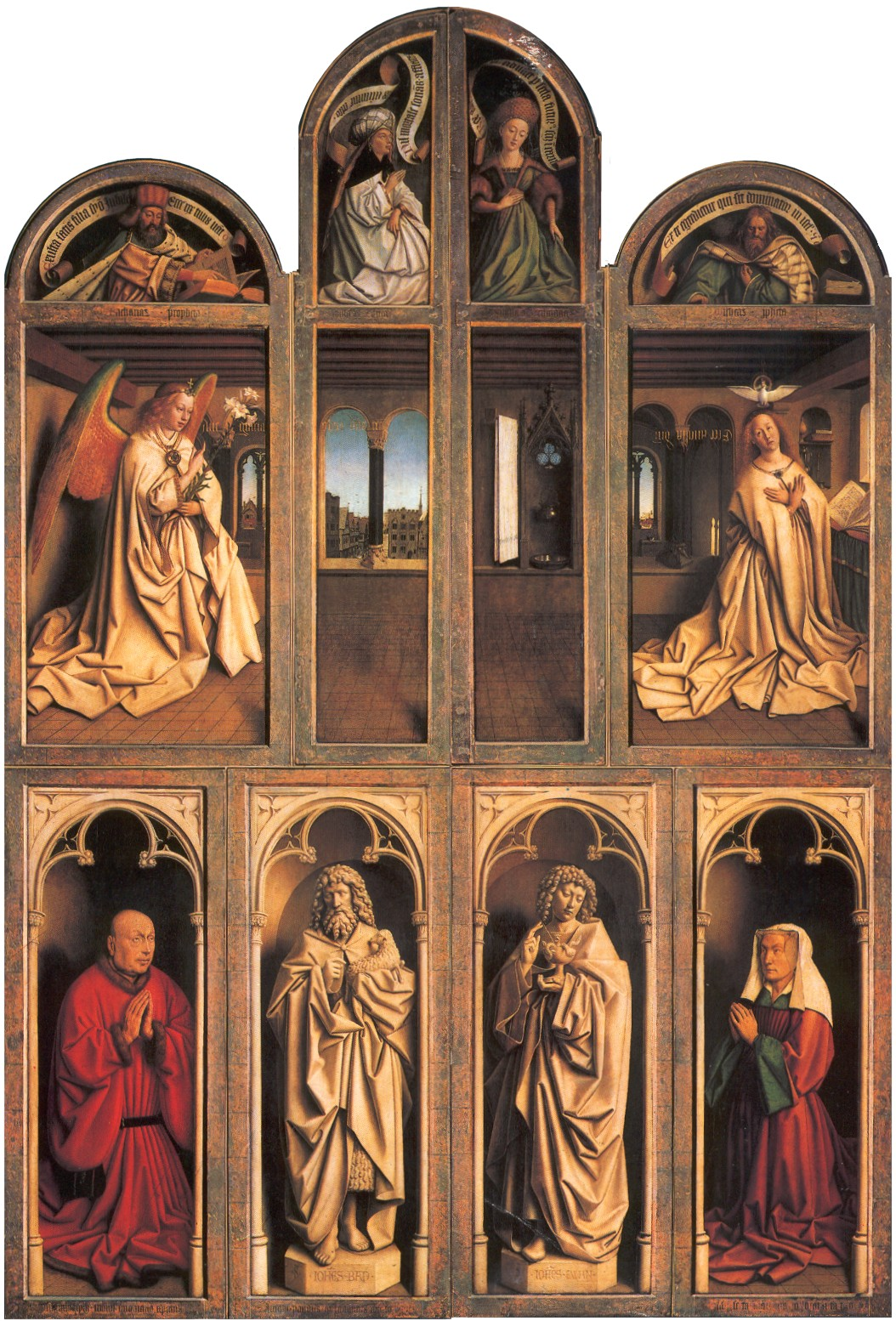
翼を畳んだ状態。

『ヘントの祭壇画』（ヘントのさいだんが、蘭: Gents altaarstuk）または、『神秘の子羊』『神秘の子羊の礼拝』（蘭: Het Lam Gods）は、複雑な構成で描かれた非常に大規模な多翼祭壇画。

## 概要
板に油彩で描かれた初期フランドル派絵画を代表する作品の一つで、ヘントのシント・バーフ大聖堂（聖バーフ大聖堂）が所蔵している。
12枚のパネルで構成されており、そのうち両端の8枚のパネル（翼）が畳んだときに内装を覆い隠すように設計されている。これら8枚のパネルは表面（内装）、裏面（外装）ともに絵画が描かれており、翼を開いたときと畳んだときとで全く異なった外観となって現れる。『ヘントの祭壇画』は、日曜日と祝祭日以外の日には翼が畳まれており、さらに布が掛けられていることも多い。
『ヘントの祭壇画』の制作を開始したのは、その生涯も作品もほとんど伝わっていないフランドルの画家フーベルト・ファン・エイクである。フーベルトが『ヘントの祭壇画』のデザインのほとんどを完成させたと考えられているが、フーベルトは製作途中の1426年に死去してしまう。その後、未完だった『ヘントの祭壇画』の大部分を、1430年から1432年にかけて完成させたのがフーベルトの弟であるヤン・ファン・エイクである。『ヘントの祭壇画』の、どの部分がフーベルトが描いた箇所で、どの部分がヤンが描いた箇所なのかを特定しようという試みが何世紀にもわたって続けられているが、未だに定説となっているものはない。現在もっとも広く受け入れられている説は、全体のデザインと構成はフーベルト、そして個々のパネルを絵画として完成させたのが、外交官として派遣されていたスペインから帰国してきたヤンだとする説である。
『ヘントの祭壇画』の制作依頼主で、この祭壇画を教会に寄進したのは、商人、投資家、そして政治家でもあったヨドクス・フィエトで、当時のヘントでは市長に相当するような地位にあった人物である。洗礼者ヨハネ教会（現在のシント・バーフ大聖堂の前身）の教会区に、ヨドクスとその妻エリザベト・ボルルートが後援者となって建てる新しい礼拝堂用の祭壇画として、フーベルトに『ヘントの祭壇画』の制作を依頼した。完成した『ヘントの祭壇画』がお披露目されたのは1432年5月6日で、ブルゴーニュ公フィリップ3世（善良公/ル・ボン）のために開催された公式行事の一環としてだった。『ヘントの祭壇画』はそのまま予定通りにヨドクスが出資した新築の礼拝堂に飾られていたが、後に保安上の理由から聖堂付属の主礼拝堂へと移設されて、紆余曲折があったものの現在もこの主礼拝堂に展示されている。
『ヘントの祭壇画』の様式には、国際ゴシックと、伝統的なビザンティン美術、ローマ美術からの影響が見られるが、一方で「美術の新たな概念」が描き出されている。モチーフを理想化して表現する伝統的なそれまでの中世芸術ではなく、自然の正確な観察に立脚した写実主義が表現されているのである。オリジナルのフレームに記されていた、現在は失われてしまっている銘文には「比肩できるものは誰もいない (maior quo nemo repertus)」画家フーベルト・ファン・エイクがこの祭壇画を描き始め、「二番目に優れた (arte secundus)」画家ヤン・ファン・エイクが1432年に完成させたとあった。オリジナルのフレームは極めて華美なものだったが、宗教改革のさなかに失われてしまっている。このフレームには翼を畳んだり、楽器を奏でることができるぜんまい仕掛けの機能があった。
『ヘントの祭壇画』の外装に描かれている絵画は三段に分かれている。外装中段に描かれているのは聖母マリアの受胎告知である。外装下段は縦四つに仕切られており、内側部分には単色のグリザイユで表現された彫像のような洗礼者ヨハネと福音記者ヨハネが、外側部分には『ヘントの祭壇画』の制作依頼主であるヨドクス・フィエトと妻エリザベト・ボルルートの肖像 (en:donor portraits) が描かれている。内装上段にはイエス・キリスト（異説あり、後述）を中心として聖母マリアと洗礼者ヨハネが描かれている（デイシス）。マリアの左隣のパネルには歌う天使たちが、さらにその左隣のパネルにはアダムが描かれている。洗礼者ヨハネの右隣のパネルには楽器を奏でる天使たちが、さらにその右隣のパネルにはイヴが描かれている。内装下段の中央部分に描かれているのは神の子羊で、その周囲には神の子羊を崇拝するために集った天使、聖人、預言者、聖職者や、聖霊の化身であるハトなどが描かれている。
『ヘントの祭壇画』はその制作以来、北方ヨーロッパ絵画の最高傑作のひとつであり、人類の至宝と見なされてきた。宗教改革時に巻き起こった聖像破壊運動では、『ヘントの祭壇画』も破壊されかけたことがある。さらにパネルが裁断されて、売払われたり略奪されたこともあった。第一次世界大戦の終結後に、散逸していた『ヘントの祭壇画』のパネルが元通りシント・バーフ大聖堂に戻された。しかしながら、1934年に左下部の「正しき裁き人」のパネルが盗難に遭い、2013年現在も行方不明のままとなっている。第二次世界大戦ではナチス・ドイツが『ヘントの祭壇画』を略奪し、他の略奪絵画とともにオーストリアの岩塩坑に隠匿していた。終戦後の1945年になってベルギーに返還されたが、『ヘントの祭壇画』の顔料、ワニスが大きな損傷を被っており、全体的な修復が施された。現在の『ヘントの祭壇画』に見られる「正しき裁き人」は、この修復時に制作された複製画である。

## 制作依頼
ヨドクス（ヨースとも）・フィエトは裕福な商人で、過去数世代にわたりヘントに影響力を持つ名家の出身だった。ヨドクスの父ニコラース（1412年没）は、フランドル伯ルイ2世の側近だった人物である。最晩年のヨドクスはヘントの最長老の一人であり、大きな政治力を有していた。ヨドクスはパメレとレデベルフの「領主 (Seigneur)」の称号で呼ばれ、ブルゴーニュ公フィリップ善良公がもっとも信頼する地方有力者の一人となっていった。1398年ごろにヨドクスは、裕福な名家出身のエリザベト・ボルルートと結婚した。子供に恵まれなかったこの夫妻は教会に多額の寄付をし、前代未聞ともいえる大規模な祭壇画の制作を依頼した。『ヘントの祭壇画』を制作させた理由については諸説あるが、遺産を形あるものとして残したかったためだという説が有力となっている。しかしながら美術史家ティル＝ヘルガー・ボルシェルトは「自身の社会的地位を今後も安定させるため」とし、ヨドクスのように野心的な政治家にとっては、自身の社会的名声を誇示することが重要だったという説を唱えた。そして「ヘントのあらゆる教会や聖堂のなかでの最高額とはいえないまでも、少なくとも（シント・バーフ大聖堂の前身である）洗礼者ヨハネ教会への献金額としては他人を凌駕しようという自己顕示欲」だと結論付けている。
ヘントは15世紀を通じて繁栄し続けた都市で、ブルゴーニュ公国からの独立独歩の気風を持つ地方有力者が多く存在した。1430年代初頭に経済的苦境に陥ったフィリップ善良公が、ヘントに多額の献金を求めたことがあった。しかしながらヘントの有力者たちの多数派は、これは善良公からの理不尽な要求であり、経済的にも政治的にもそのような義務はないと突っぱねようとした。このため、ヘントと善良公との関係は悪化していくことになる。一方でヘントの有力者の中には善良公の苦境を助けようとする一派もあったため、フィリップ善良公を支持しない多数派との間に不協和音が生じ、ヘントの行政が不安定になっていった。1432年にはこのような権力闘争のなかで、おそらくは善良公に協力しようとした有力者が多数殺害されている。1433年に政変が起こり、その首謀者たちが処刑されたためにヘントの緊張は最高潮に達した。このような不穏な情勢下でもヨドクスはフィリップ善良公への忠誠心を保ち続けていた。洗礼者ヨハネ教会教区参事官というヨドクスの立場は、この教会がヘントで開催されるブルゴーニュ公の公式式典の会場としてよく使用されることが大いに関係していた。『ヘントの祭壇画』が洗礼者ヨハネ教会に奉献された1432年5月6日は、善良公と妃イザベル・ド・ポルテュガルとの間に生まれた公子シャルル（のちの突進公/テメレール）の洗礼が洗礼者ヨハネ教会で行われた日であり、当時のヨドクスの社会的地位を如実に示しているといえる。
ヨドクスは1410年から1420年にわたって洗礼者ヨハネ教会の教区参事官に任命されていた。これは主礼拝堂柱間の改築費用と、新しい礼拝堂の建築費用を寄付したことと大きな関係がある。完成した礼拝堂はヨドクスにちなんだ名前がつけられ、後に代々のヨドクスの子孫が主催するミサの式場として使用されることとなった。このヨドクス一族の新たな礼拝堂に飾るために、異例なまでに大規模で複雑な構成の多翼祭壇画の制作がフーベルト・ファン・エイクに依頼された。この礼拝堂も教会本体と同じく洗礼者ヨハネに捧げられたものであり、『ヘントの祭壇画』の主たるモチーフとなっている「神の子羊」は、洗礼者ヨハネとイエス・キリストの伝統的象徴でもあった。

## 作者
『ヘントの祭壇画』の作者がフーベルトとヤンのファン・エイク兄弟であることは、現存する制作依頼に関する記録や裏面のヤン自身の手による署名と制作年度の記述によって確実視されている。フーベルトは『ヘントの祭壇画』が最終的に完成する6年前に死去してしまい、後を引き継いだ弟ヤンは兄フーベルトを悼んでこの作品に関する自身の影響度を最小限に抑えようにしたともいわれている。また、「正しき裁き人」のパネルには騎乗する10人の人物が描かれているが、このうち3番目と4番目の人物はファン・エイク兄弟の肖像画ではないかとされている。ラムゼイ・ホーマは「神の子羊」のパネルに、ヤンのさまざまな作品に残るヤンの本名をもじった座右の銘「我に能う限り (ALS IK KAN)」の初期ヴァージョンが記されていると指摘した。銘が記されている箇所は「神の子羊」左前面の群集の後ろに描かれた預言者の頭飾りである。ヘブライ語で記されたこの銘は「Yod, Feh, Aleph」と読むことができ、すなわちヤンの頭文字「JvE」に音訳できるとしている。
19世紀以降の美術史家たちは『ヘントの祭壇画』のどの箇所がほぼ無名なフーベルトの手によるもので、どの箇所がヨーロッパ中で巨匠の名を恣にしたヤンの手によるものなのかを論じてきた。ヤンが再評価される以前の17世紀や18世紀には、フーベルトが死後に残した板絵をヤンが選び出して、現在の『ヘントの祭壇画』として組上げたのではないかといわれたこともあった。ただしこの説は、作品中に明らかに異なる作風で描かれている箇所が多く存在するとはいえ、全体のデザインは間違いなく統一されているとして19世紀初めに否定されている。現在の主流となっているのは、全体のデザインとパネルの構成がフーベルト、絵画作品としての完成に多大な貢献をしたのがヤンだという説である。前述したように『ヘントの祭壇画』には多くの作風の相違が見られるが、間違いなくフーベルトの真作であるとされている絵画作品は現存していないため、フーベルトの作風を判別することは不可能である。そのため美術史家たちは、知られているヤンの作風から、『ヘントの祭壇画』からヤンの手による箇所と、ヤン以外の画家の手による箇所とを識別しようとしてきた。年輪年代測定から、支持体に使用されている板の中は1421年に伐採された木材があることが判明している。伐りだした木材の乾燥期間として最低でも10年かかるため、1426年に死去したフーベルトが絵画の大部分を手がけたという可能性は排除することができる。

## 作風と技法

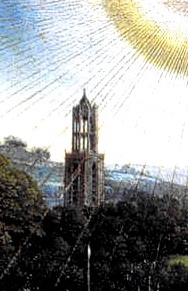
「神の子羊」に描かれた聖堂。

ヤンは優れたミニアチュール作家でもあり、『ヘントの祭壇画』に見られる詳細表現にはその技量が遺憾なく発揮されている。ただし『ヘントの祭壇画』には、ヤンのほかの作品とは全く異なる点も多い。そしてヤンの絵画作品としてはこの『ヘントの祭壇画』は特定の個人向けではなく、最初から不特定多数の大衆が礼拝に使うことを目的に描かれた、おそらくは唯一の作品である。ファン・エイク兄弟はキリスト教的象徴を表す俗世のモチーフを極めて慎重に描いている。衣服、宝飾、噴水、周囲の自然物、教会、風景などで、これらはすべて驚くほど詳細に表現されている。風景には豊かな植物が、ほとんど科学的といえるほどに正確に描かれている。これらの植物の多くはヨーロッパ原産のものではない。

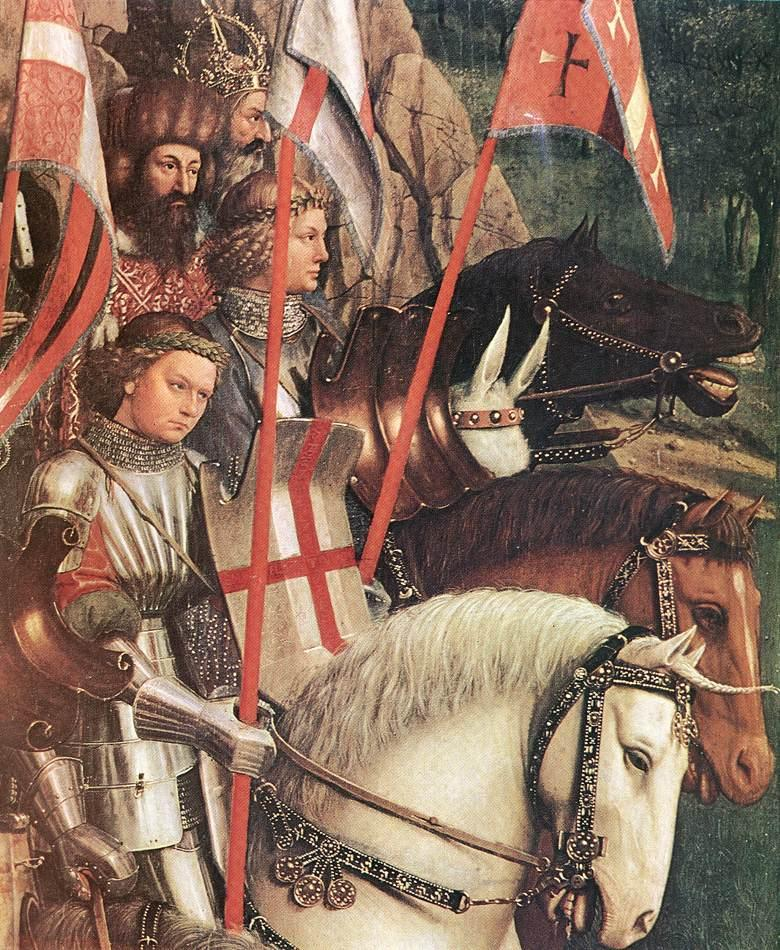
「キリストの騎士」に描かれている、光を反射してきらめく甲冑や馬具。『ヘントの祭壇画』における革新的表現手法とされている。

『ヘントの祭壇画』では光の描写が大きな役割を果たしており、この作品におけるもっとも重要な革新的技法となっている。複雑に踊る光と繊細な陰影描写は、艶のある透明な画肌の表現を可能にした、当時の最新技法である油彩技術の革新によっている。描かれている人物たちが地表に投げかけている斜めの影はごく短い。これについて美術史家ティル＝ホルガー・ボルシェルトは「人々が明るい空間にいることを表現しているだけでなく、この光が人知を超えたものであることを意味している」としている。また、「受胎告知」の外装パネルに描かれている影は、画面外からの陽光が礼拝堂内部を照らし出していることを暗示する技法で描かれている。
『ヘントの祭壇画』におけるさらなる革新的要素は、光の反射や屈折を描き分けたモチーフ表面の質感表現である。「キリストの騎士」のパネルに描かれている降り注ぐ光を受けてきらめく甲冑や、「神の子羊」のパネルに描かれている噴水（生命の泉）のさざ波などがその好例となっている。ただし、『ヘントの祭壇画』に見られる多くの革新的技法は、突然この作品で現出したわけではない。長く培われてきた油彩技術や、伝統的なネーデルラント南部での祭壇画のデザイン技法が結実した結果であるともいえる。キリスト教をモチーフとした美術作品の極めて多数が、16世紀半ばの聖像破壊運動によって失われ、『ヘントの祭壇画』もこの時期に二度破壊されかけている。1566年8月19日と1576年には『ヘントの祭壇画』の破壊を企図する暴徒から作品を守るために警護兵が派遣されている。このような聖像破壊運動についてヘントの歴史家マルクス・ファン・フェネウィク（1516年 - 1569年）が、1566年の夏に起こった出来事を書き残している。その記録によると美術品を燃やす炎が10マイル以上離れた場所からも見ることができたとされている。美術史家スージー・ナッシュはこのような状況下で『ヘントの祭壇画』が聖像破壊運動にほとんど巻きこまれずに損傷を受けなかったことは、極めて希少な例であると指摘している。

## 内装
『ヘントの祭壇画』の翼が開かれてその内装が公開されるのは祝祭日だった。普段人々の目に触れている、どちらかというと質素で抑制された雰囲気の外装に比べると、内装は華やかな彩りにあふれ、はるかに複雑な構成となっている。内装パネルの構成は上下二段に分かれており、合計で100人以上の人物像が描かれている。上段は縦 1.8 m ほどの7枚のパネルで構成され、中央のパネルにイエス・キリスト、向かって左隣のパネルに聖母マリア、右隣のパネルに洗礼者ヨハネが描かれている。内装パネルにはこの三人に関係した銘文が20文以上記されている。聖母マリアの左隣のパネルには歌う天使たち、洗礼者ヨハネの右隣のパネルには楽器を奏でる天使たちが描かれており、上段両端のパネルには股間をイチジクの葉で隠した裸身のアダムとイヴが描かれている。下段は連続した広大な風景を描いた5枚のパネルで構成されている 。キリストとマリアとヨハネ、歌う天使と演奏する天使、アダムとイヴという組み合わせはあるものの、それぞれのパネルは別個に独立している上段に対し、下段は全体でひとつの情景が描かれている。

### 内装上段

#### デイシス

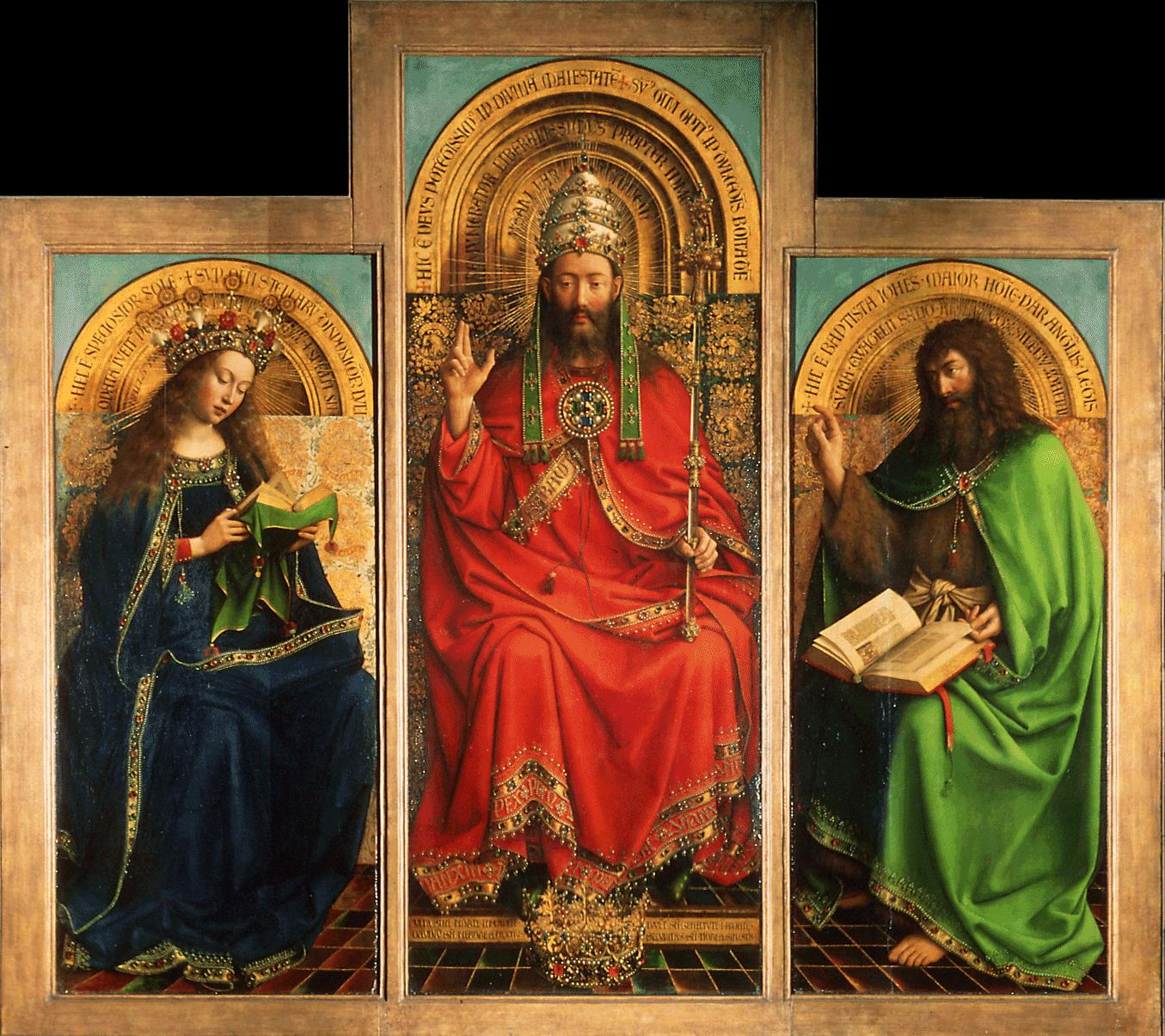
デイシスの構図で描かれた、聖母マリア、イエス・キリスト、洗礼者ヨハネ。中央の人物像がイエス・キリストかどうかは異説がある。

中央にイエス・キリスト、その左右に聖母マリアと洗礼者ヨハネを配する伝統的な構図をデイシスと呼び、上段中央の三枚のパネルはこのデイシスの構成となっている。玉座に座した三名の頭上には円光がある。左パネルには聖母マリア、右パネルには洗礼者ヨハネが描かれているが、中央パネルに描かれているのがキリストなのかどうかは、研究者の間でも意見が分かれている。聖職服を着用していることから「玉座のキリスト」であるとする説、父なる神という説、父と子と聖霊が一つになった聖三位一体とする説などがある。美術史家エリザベト・ダネンスは、中央パネルの人物像が頭部に着用している三連の宝冠は教皇冠だと長年にわたって考えられてきたと主張している。
中央パネルの人物は、鑑賞者に向かって恵みを与えるように右手を掲げて正面を向いている。その背景は銘文と象徴物で埋めつくされており、着用するローブあるいはマントの裾部分には、『ヨハネの黙示録』からの引用文がギリシア語で「REX REGUM ET DOMINUS DOMINANTIUM （王の王、主の主）」と記されている。玉座にかけられている金襴には、おそらくキリスト磔刑を暗喩するペリカンとブドウが装飾されている。ペリカンは雛を育てるときに自らの血を与えると当時信じられていた鳥であり、キリストの血たる聖餐用ワインを連想させるブドウとともに聖体の秘蹟の象徴となっている。足元に置かれた王冠の左右のステップには2行の銘文がある。左側1行目には「VITA SINE MORTE IN CAPITE （頭上には永遠の命）」、右側1行目には「LUVENTUS SINE SENECTUTE IN FRONTE （前には永遠の若さ）」、左側2行目には「GAUDIUM SINE MERORE A DEXTRIS （左には悲哀なき歓喜）」、右側2行目には「SECURITAS SINE TIMORE A SINISTRIS （右には恐怖なき平安）」と、それぞれ記されている。王冠には下段の「神の子羊」のパネルとを結ぶ役割が与えられており、おそらくは下段の押し寄せる群集が神に表する崇敬の念の象徴となっている。
左側のマリアは緑の布で表装されたガードルブックを読んでいるが、ガードルブックがマリアを象徴するエンブレムとして使用されることはまずない。美術史家オットー・ペヒトはこのことについて、ファン・エイクはロベルト・カンピンの『メロードの祭壇画』（1425年 - 1428年ごろ）の「受胎告知」パネルを参考にしたのではないかとしている。マリアの宝冠は花と星で装飾されており、ダネンスは花嫁衣装のようだと指摘している。半円状になっているマリアの玉座の背もたれには「彼女は太陽よりも星々よりも美しく、輝いている。彼女の輝きは神の光と鏡に照らし出されている」という意味の銘文が記されている。マリアと同じくヨハネも自身のエンブレムとは無関係な聖書を持つ姿で描かれている。『ヘントの祭壇画』には合計で18冊の書物が描かれている。ヨハネは自身のエンブレムであるラクダの毛衣の上に緑色のマントを羽織り、その視線は中央パネルの人物に向けられている。中央の人物と同じように右手を上に掲げながら、神の子羊についてヨハネが語ったもっとも有名な言葉「見よ、神の子羊 (ECCE AGNUS DEI)」（『ヨハネによる福音書』1:29）を口にしている。人物描写には短縮遠近法が使用されている。ヤンはイタリア訪問の経験があり、ルネサンス初期に遠近法を最初に導入したイタリア人芸術家であるドナテッロやマサッチオの作品を目にしていたと考えられている。しかしながら美術史家スージー・ナッシュは、ヤンがイタリア人芸術家に先駆けて遠近法を習得しており、ヤンはドナテッロやマサッチオの「作品がなくとも完璧に（遠近法を使用した）絵画を描くことができた」とし、遠近法は「どちらかに影響を及ぼしたというよりは（イタリアとフランドルの両方で）同時に発生した」表現技法だと主張している。

#### 歌い奏でる天使たち
マリアとヨハネの隣の天使たちを描いた、大きさ 161 cm x 69.3 cm のパネルはそれぞれ「合唱の天使」「奏楽の天使」と呼ばれている。左のパネルには回転式の木製楽譜台の後ろで歌う天使たちが、右のパネルにはパイプオルガンや弦楽器で伴奏する天使たちが等身大で描かれている。デイシスの隣に歌い奏でる天界の住人を配するという構図は、天界の情景を描き出す際に非常によく用いられていたものだった。15世紀のネーデルラントでも、礼拝服を身に着けた天使たちがラテン語で典礼劇を演じるというモチーフは好んで描かれていた。
天使は諸王の王の従者であり、中央パネルのキリストあるいは父なる神につき従っている。これは15世紀初頭の聖人伝ではごくありふれた内容で、『ヘントの祭壇画』の構成も聖人伝からの影響を受けていると考えられている。『ヘントの祭壇画』の天使たちには、当時のネーデルラント美術で天使を描写するときによく用いられた、天使を特徴付ける事物が一切描かれていない。翼を持たない、顔が理想化されていないなど、当時の作品としては類を見ないほど独特の表現で天使が描写されている。音楽史家スタンレー・ブールマンは『ヘントの祭壇画』の天使たちの描写が非常に俗界的だと指摘し「極めて魅力的な自然主義で描かれているため、鑑賞者たちはこの作品が現代の教会音楽を描写した作品を目にしている気にさせられる」とした。ただしブールマンは「全員を天界に送り返したい」という落ちをつけている。
天使たちが立つ床面は、「イエスの御名」のモノグラムである「IHS」や神の子羊などが染め付けされたマヨリカ陶器のタイルが敷き詰められている。「合唱の天使」のパネルのフレームには「神を讃える歌 (MELOS DEO LAUS)」と記されており、「奏楽の天使」のパネルのフレームには「弦楽器とオルガンで彼を讃える (LAUDATE EUM IN CORDIS ET ORGANO)」と記されている。多くの研究者たちが、パネルが置かれている位置や記録などから描かれている人物像は天使であると見なしている。描かれている天使に性別はなく、その肉付きのよい丸顔は、上段最左端のイヴや外装のエリザベト・ボルルートといった、他のパネルにおける等身大の女性像の写実表現とは対照的である。天使たちが身にまとう赤色や緑色を中心とした豪奢な綾錦は祭壇の前で行われるミサなどの典礼を連想させ、綾錦の織柄のザクロは神の子の母たる聖母マリアに関連付けられる。

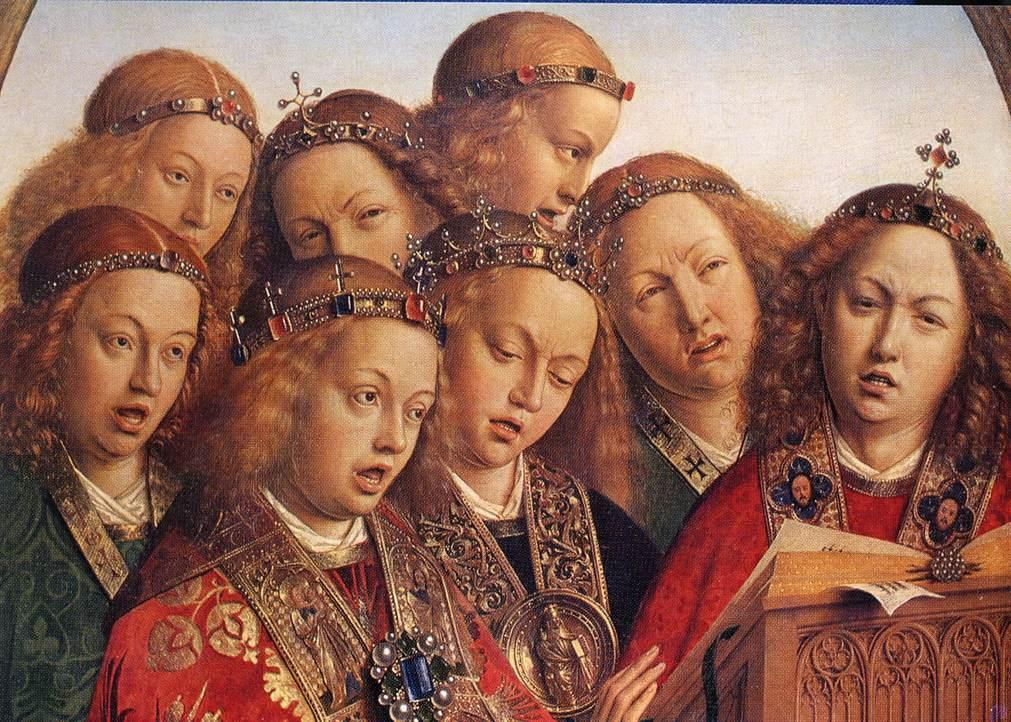
「合唱の天使」（部分）。舌や歯の位置までもが精密に描かれ、コーラスのどのパートを担当しているのか判断できるといわれる。

「合唱の天使」には譜面台を前に神を讃えて歌う、金髪にティアラをつけた8人の天使が描かれている。楽譜が置かれている譜面台に目を向けている天使はおらず、それぞれまったく別の方向に顔を向けている。ファン・エイクは他のパネルに描かれている人物像の多くと同様に、生命感と動きを表現するために口を開けた表情で天使たちを描いた。ボルシェルトは多彩に描き分けられた口を開けた天使について「それぞれの天使が多声音楽のどのパートを担当しているのかをその表情から見極めたくなってしまう。天使たちの舌や歯の位置まで精密に描き分けられている」としている。美術史家エリザベト・ダネンスは「誰がソプラノで、誰がアルトで、誰がテナーで、誰がバスかは一目瞭然」と主張している。
多くの学者が歌う天使たちの外貌について研究してきた。肉付きのよい輪郭、波打つ長い髪などは共通だが、天使の顔はファン・エイクが意図的にそれぞれの天使ごとに特徴を描き分けている。4人の天使は眉根を寄せており、うち3人は何かを見つめているかのように目も細めている。同様の表情をした人物像が「神の子羊」の十二使徒にも描かれている。オットー・ペヒトは、ヤンがほかの作品に描いた人物像に比べて天使たちの描写があまりにかけ離れていることから、天使たちの表情にはフーベルトのもともとのデザインが色濃く残っているのではないかと推測している。

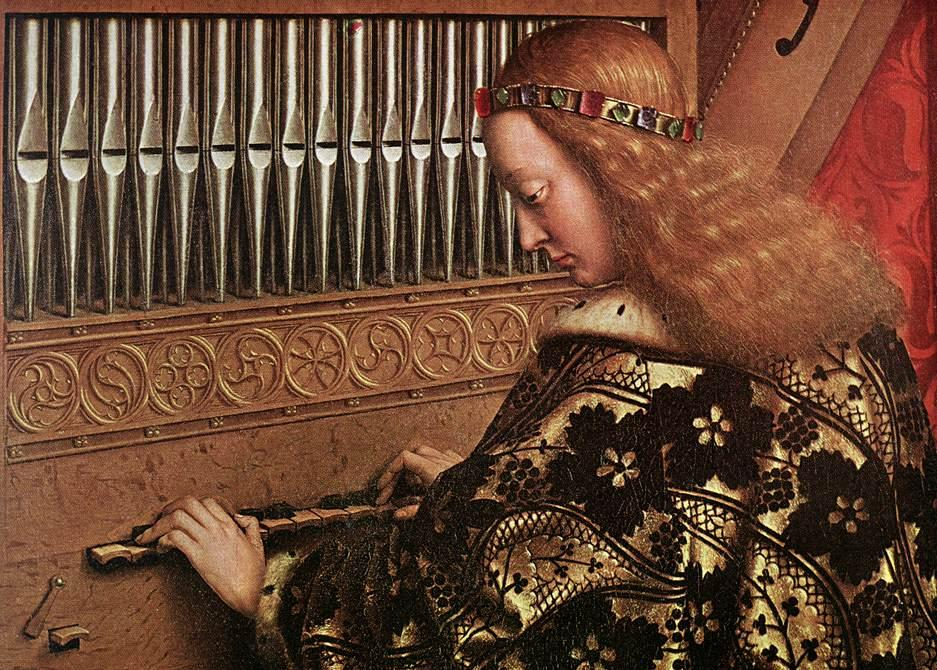
「奏楽の天使」（部分）。光の反射が描き出されたパイプオルガンの金属部分。

「奏楽の天使」のパネルでは、全身像が描かれているのはパイプオルガンを弾く天使ただ一人である。多くの天使たちが楽器を演奏していると考えられているが、実際に画面に描かれているのは他には4人だけで狭い場所に身を寄せ合うように表現されている。オルガン以外の楽器を担当する天使は小さなハープやヴィオラを手にしている。楽器も非常に精緻に描かれており、とくに聖カエキリアが弾くオルガン金属部分の光の反射など、極めて正確に描写されている。管弦楽法が発展し始めたトレチェントの時代まで、音楽を演奏する天使は翼を持ち、弦楽器か管楽器を手にして聖人や神の周囲に浮かんでいるという構図で絵画作品に描かれることがほとんどだった。1400年代初めに制作されたフランスの装飾写本には、テキストに添えられた挿絵の枠外に、浮かんでいる天使が描かれているものが多い。しかしながらペヒトは、これらの天使について「浮かびながら歌い奏でる」役割は与えられておらず、天使が「演奏」し始めたのは「演奏技術が発達し……教会音楽で理想とされたあらゆる約束事がうまく調和するようになって」からのことだと指摘している。

#### アダムとイヴ
左右両端のパネルには、石造りの壁龕に立つ裸身のアダムとイヴがほぼ等身大で描かれている。初期フランドル派の写実主義で描かれた最初の裸体像であり、ルネサンス初期のイタリア人画家マサッチオが、1425年ごろにフィレンツェのサンタ・マリア・デル・カルミネ大聖堂ブランカッチ礼拝堂の壁画に描いた革新的な『楽園追放』（1426年 - 1427年）とほぼ同時代の作品となる。『ヘントの祭壇画』のアダムとイヴの顔は、内側の天使たちとデイシスの方に向けられている。『創世記』に記述されているように、二人とも人目を気にして股間をイチジクの葉で隠していることから、知恵の樹の果実を食べて堕罪した後のアダムとイヴであることがわかる。
イヴが掲げた右手に持っている果実は、伝統的に知恵の樹の果実の描写に用いられていたリンゴでなくシトロンのような小さな柑橘類である。美術史家エルヴィン・パノフスキーはとくにこの果実に着目し、『ヘントの祭壇画』に描かれているエンブレム全てが「偽装」されている可能性があると指摘した。アダムとイヴの視線は伏せられ、絶望しているかのように見える。寂寥感に満ちた両者の描写から、ファン・エイクが何を意図してこのような人物像を描いたのかが美術史家たちの興味をひいてきた。原罪を人類にもたらしたことを恥じているという説、下に向けた視線の先に描かれている現在の世界に失望しているなどといった説がある。

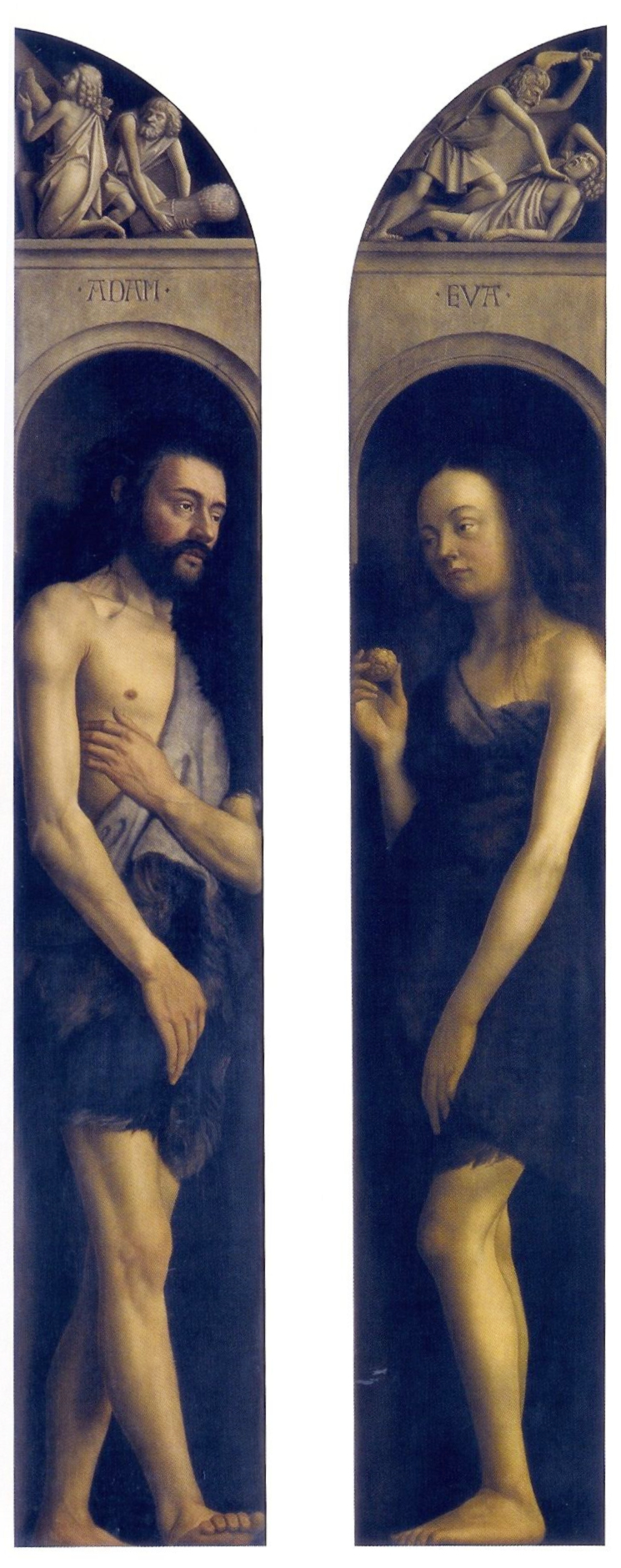
着衣で描かれたアダムとイヴの複製画。オリジナルの裸身で描かれたパネルと置き換えられていたことがある。

ヤンが『ヘントの祭壇画』の人物像で実現しようとした写実表現は、とくにアダムとイヴの描写で顕著である。後期ゴシック美術が理想化して描き、国際ゴシック美術が発展させた女性表現の好例といえるのが、15世紀初頭のリンブルク兄弟の作品に見られる裸婦像で、とくに『ベリー公のいとも豪華なる時祷書』のアダムとイヴが典型例となっている。リンブルク兄弟が描いたイヴとそれまでの伝統的な裸婦像を比較すると、「（骨盤が）広く、胸が細く、腰が高い。そして何よりも下腹部の膨らみが胃の存在を表している」と美術史家ケネス・クラークは指摘している。クラークは『ヘントの祭壇画』のイヴについて「いかに詳細な写実表現に優れた偉大な画家かということの証明であり、それまでの理想表現のはるか上をいく。丸みを帯びた身体表現のこれ以上ない好例である。体重を支える右脚は陰に隠れている。計算され尽した身体のラインは胃の辺りで長いカーブを描き、関節や筋肉に邪魔されることなく滑らかな太ももへとつながっている」と表現している。
精密な詳細描写で表現されたアダムとイヴの裸身像は、幾度も人々の非難を浴びた歴史を持つ。1781年に聖堂を訪れた神聖ローマ皇帝ヨーゼフ2世はこのアダムとイヴを見て不機嫌になり、祭壇画の構成からこの2枚のパネルを外せと要求したことがある。また、19世紀の時代感覚では裸身像が教会内部に存在することは受け入れられなかった。そのためアダムとイヴのパネルは、着衣の複製画に一時期置き換えられたことがある。この着衣のアダムとイヴは現在でもシント・バーフ大聖堂で見ることができる。
アダムとイヴを主題として描かれた15世紀の絵画作品と『ヘントの祭壇画』のアダムとイヴとには大きな違いがある。『ヘントの祭壇画』のアダムとイヴのパネルには、当時の作品に伝統的に描かれていた、ヘビ、樹木などエデンの園を思わせるモチーフが一切存在していない。また、上段に描かれている他の人物像に比べると、アダムとイヴはかなり手前に位置しており、2人の足元は最下部のフレームにほとんど接するような場所に置かれている。さらにアダムの右足つま先は軽く持ち上げられており、今にも絵画世界から現実世界へと抜け出しそうな印象を与える。イヴの腕、肩、尻も画面を構成する石造りの壁龕からはみ出しているように見える。これらの技法がそれぞれのパネルに三次元的な奥行きを与えている。このような騙し絵的な印象は、翼を開くときに両翼をわずかに内側に向けた場合により大きな効果となってあらわれる。
アダムのパネルの上には、初子の羊を供物として神に差し出そうとするアベルと、農場で収穫した作物を神に捧げようとするカインが、グリザイユで描かれている。イヴのパネルの上には、神がアベルの供物しか受け取らなかったことに憤ったカインが、アベルを骨で殴り殺す場面が、同じくグリザイユで描かれている。ファン・エイクは一見彫刻に見えるような表現でこれらを描くことによって、作品に深みを与えようとしているのである。

### 内装下段
内装下段には連続した一つの情景が5枚のパネルに渡って描かれている。中央のパネルには『ヨハネによる福音書』に記述がある神の子羊の礼拝が描かれている。下段の各パネルにはこの神の子羊を崇めるために集う人々が描写されている。中央パネルには神の子羊の周囲を取り囲むように四つの集団が描かれている。その他の4枚のパネルには、左から「正しき裁き人」「キリストの騎士」「隠修士」「巡礼者」が描かれている。合計で八つの集団が描写されているが、女性の集団は中央パネル右上に描かれた集団だけである。それぞれの集団の位置は『旧約聖書』『新約聖書』との関係性の深さによって決められており、古い時期に成立した書に記された集団ほど左側に描かれている。

#### 神秘の子羊と礼拝者たち
134.3 cm x 237.5 cm の中央パネルには、緑に覆われた牧草地の中央に祭壇に捧げられた生贄の子羊が配され、前景には生命の泉たる噴水が描かれている。
|  |  |  |

子羊と噴水の周りにはそれぞれ特徴的な五つの集団があり、画面最上部には聖霊の化身である光を放つハトが描かれている。牧草地は樹木や茂みに囲まれ、遠景にはエルサレムの尖塔が見える。ダネンズは「中世後期の美術品のなかでも、最高の色使いで豊かな風景が描写された最上の作品」としている。1495年にルネサンス人文主義者ヒエロニムス・ミュンツァーは、『ヘントの祭壇画』には八福の教えが表現されているとし、「途方もない想像力と能力にあふれた作品で、単なる絵画ではなく絵画全ての芸術性が詰め込まれている」と評価している。ダネンズは『ヘントの祭壇画』とともに祭壇に飾られていた、現存しない額面画に別の集団が描かれていたと考えている。図像学の観点からすると、諸聖人の日の典礼時に公開するのに相応しい人物たちの集団が描かれた絵画が存在していたはずだとしている。

##### 神秘の子羊

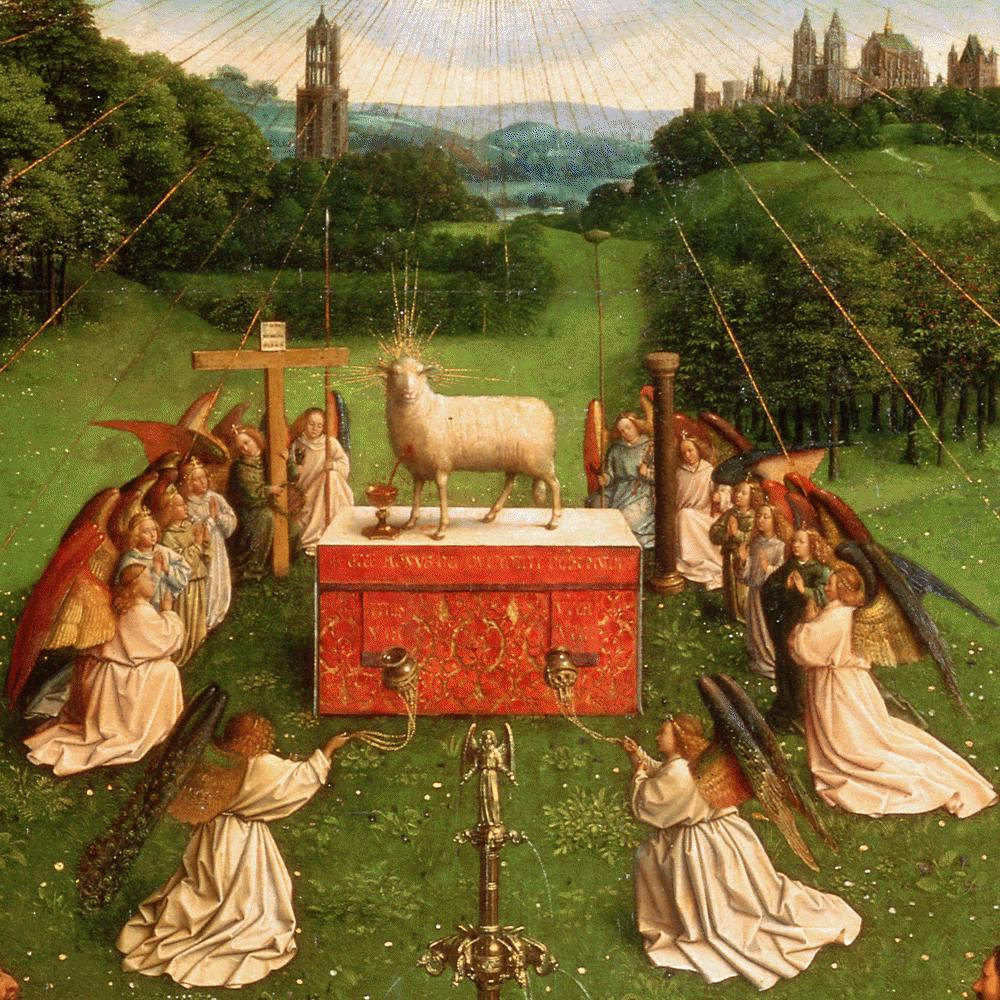
『ヘントの祭壇画』の主題である祭壇上の神秘の子羊。胸から流れ出す血が金の杯を満たしている。

祭壇の上に乗せられた子羊の顔は鑑賞者に正対し、その周りを14名の天使が円形に囲んでいる。子羊が描かれている部分は1822年の火災で損傷し修復を受けている。しかしながらこのときの修復は完全なものではなく、中途半端に放置された箇所もあった。放置された箇所でもっとも目立つのは子羊の下絵が露わになっているところであり、このため現在の『ヘントの祭壇画』の子羊には耳が四つあるように見えている。
子羊の胸には傷があり、この傷口からあふれた血が金の杯に流れ込んでいるが、子羊は聖書の記述どおりに苦悶の様子を見せていない。子羊の周りを囲む14名の天使は鮮やかな色彩に満ちた翼を持ち、棘の冠といったキリストの受難の象徴物を持つ天使や、香炉を振っている天使もいる。子羊が乗せられた祭壇の前飾りの上部には、『ヨハネによる福音書』(1:29) からの「見よ、世の罪を取り除く神の小羊 (ECCE AGNUS DEI QUI TOLLIT PECCATA MUNDI)」が記されている。前飾りにある二枚の垂れ飾りには「イエスは道である (IHESUS VIA)」「真理であり、命である (VERITAS VITA)」と記されている。中央パネルの主題たる神秘の子羊は画面中景に描かれており、この作品の鑑賞者は画面前景の集団越しに神秘の子羊を見るという構図になっている。

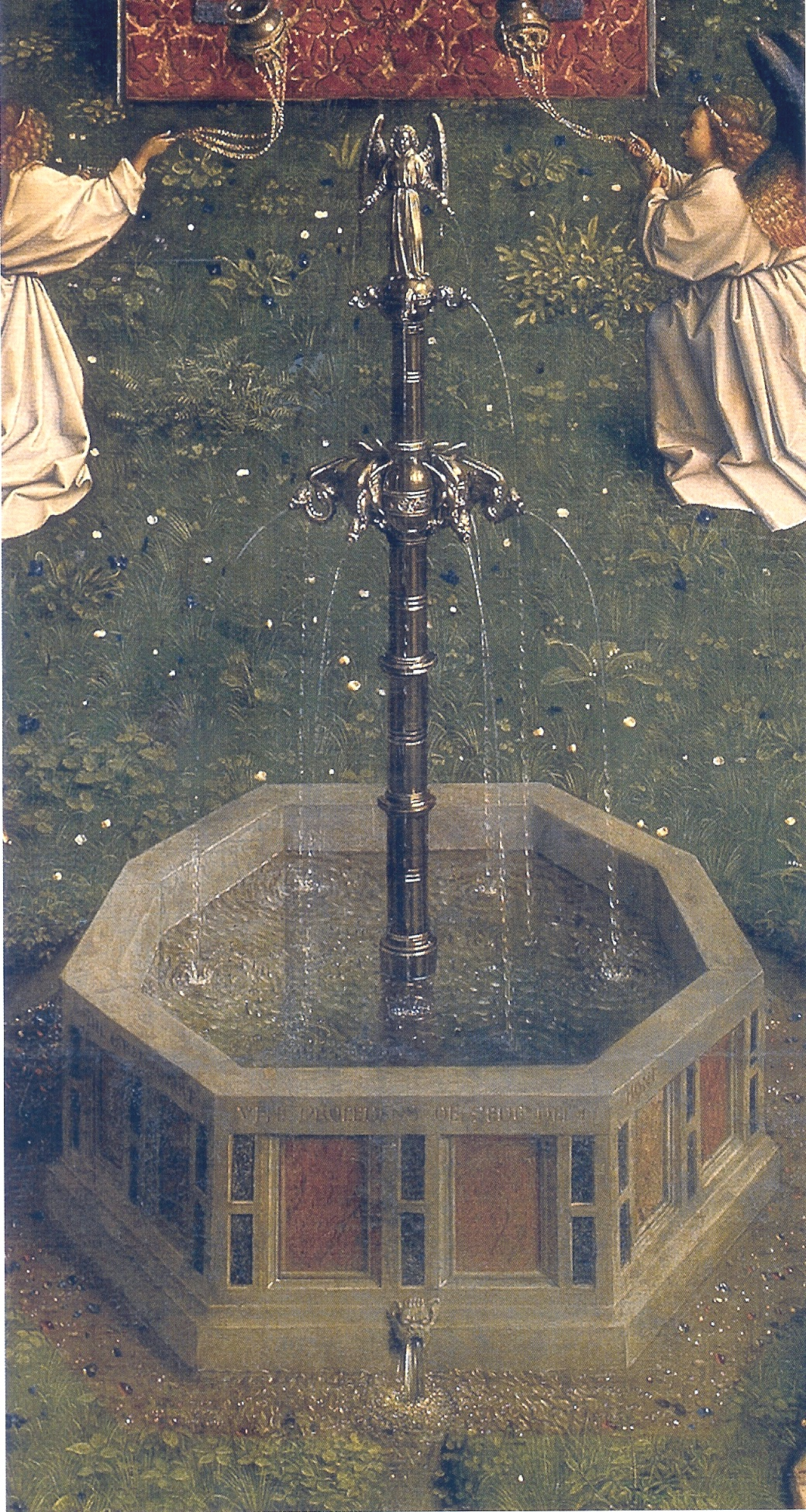
生命の泉を象徴する噴水。中景に描かれた祭壇と同じくパネル中央の中心線上に描かれている。また、八角形は神の国とキリスト復活の象徴でもある。

子羊の直ぐ上の低空には聖霊の化身であるハトが浮かんでいる。ハトの周囲には白色や黄色の光彩が半同心円状にきらめき、光彩の最外周は背景の雨雲に溶け込んでいる。ハトからは金色の細い光が放射されており、これは子羊の頭部の背光や上段のデイシスのパネルの人物像の円光と呼応している。おそらく風景部分の完成後に描かれたハトが放つ光は、このパネルに描かれているのが自然を超えた聖なる光が降り注ぐ場所であることを示唆している。とくに子羊の周りの天使たちにハトの光が直接当たっている描写によって、この超自然的な雰囲気が強められている。ハトが放つ光はどこにも反射せず、影を投げかけてもいない。このことに関して美術史家たちは、『ヨハネの黙示録』(21:13) の「都は、日や月がそれを照す必要がない。神の栄光が都を明るく」するという新しいエルサレムの描写を視覚化したものだと考えている。このパネルに描写されている光は、上段の天使たちのパネルやアダムとイヴのパネルに表現されている、自然で方向性を持った光とは対照的である。下段中央パネルには聖なるものの存在と、楽園が表現されていることを明確にするためにこの光が描かれていると解釈されている。聖霊の象徴としてのハトとイエスの象徴としての子羊は、上段パネルの父なる神と同一線上に描かれており、これは父と子と聖霊の三位一体を意味している。

##### 生命の泉
前景中央には生命の泉 (en:Fountain of Life) を表す噴水と、噴水基台から流れ出す小川が描かれており、その川底には宝石がきらめいている。遠景には詳細に描かれた新しいエルサレムの町並みが見える。『ヘントの祭壇画』は、それまでの北方絵画作品には見られなかった詳細な自然主義で描かれており、以前の絵画技法を過去のものとした作品である。植物は小さく描かれているが植物学的にきわめて正確であり、北方ヨーロッパ原産の植物なのか地中海地方原産の植物なのかを判別することができる。迫真性のある遠景の雲や岩の描写も、ファン・エイクの詳細な自然観察によって得られた表現である。遠景には当時実在した教会も描かれており、また山並みの描写には絵画作品における最初期の空気遠近法が使用されている。しかしながらこのパネルの描写は正確な写実主義ではなく、植物のような科学的にも正確な自然物と、聖霊の化身やその聖霊が放つ光といった超自然物とが同居している。これら二つの要素が混交して、他に類を見ない独自の古典的聖書世界を創りあげているのである。
噴水の基台には「これは生命の泉、神の玉座と神の子羊を源とする (HIC EST FONS AQUE VITE PROCENDENS DE SEDE DEI + AGNI)」とあり、生命の泉が「神の子羊の血からうまれた」ことを象徴している。噴水塔の上部には天使が、中ほどには口から水を噴出す竜の彫刻がある。生命の泉と血を流す子羊の祭壇はパネルの同じ中心線上に位置し、『ヨハネによる福音書』に記されているように聖霊の存在を証明している。天使に囲まれた子羊の祭壇と同様に生命の泉も複数の集団の人々に囲まれている。

##### 預言者、使徒、聖職者

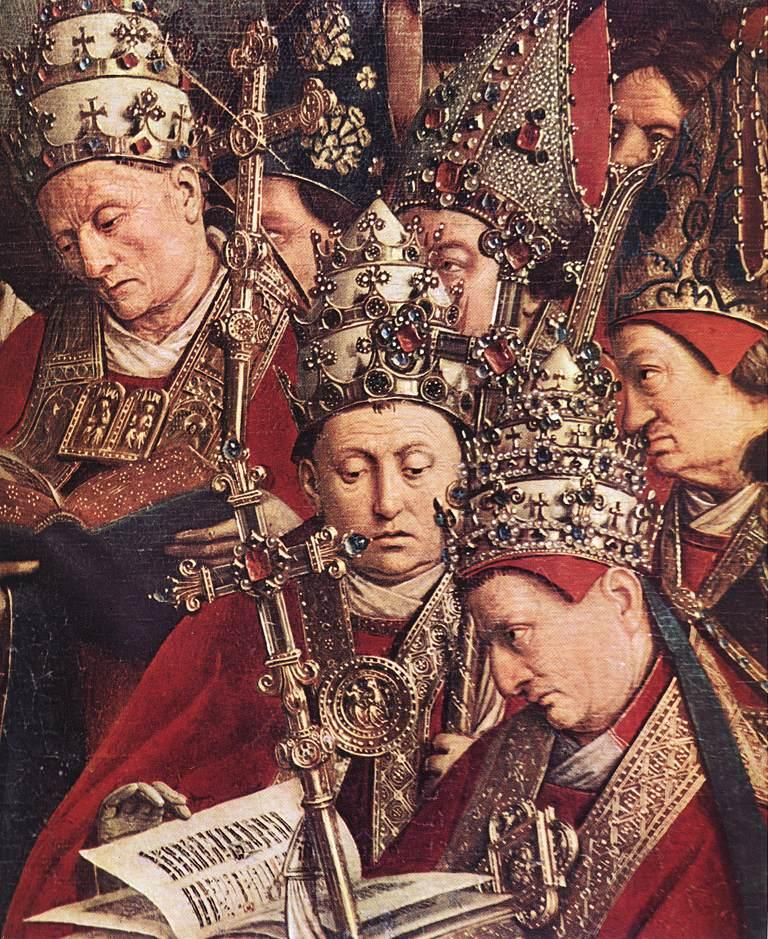
生命の泉の右側に配された集団（部分）。最前列で三連の冠を被っている3名の人物は、ローマ教皇マルティヌス5世、ローマ教皇グレゴリウス12世、対立教皇アレクサンデル5世である。

生命の泉の左右の集団には、聖書の登場人物、異教徒、教会関係者などさまざまな立場の人々が描かれており、ペヒトは神の子羊の礼拝に「集うために人々が列を成している」と表現している。左の集団にはキリストの誕生を預言したユダヤ教の預言者が、右の集団には聖職者がそれぞれ含まれている。左側の集団のなかで、ピンクのローブを着用しひざまずいて聖書の写本を開いている人々は旧約聖書に記されている目撃者たちである。その背後に立っているのは異教の哲学者と学者である。世界各地から参集した男性たちで、東洋風の風貌で一風変わった被り物を身に着けたものもいる。月桂樹の花冠を手にした白い装束の男性は古代ローマの詩人ウェルギリウスと見なされており、このウェルギリウスは救世主の到来を予見したといわれる人物だった。ウェルギリウスの左手前に位置する男性はユダヤの預言者イザヤで、キリストの到来を預言した『イザヤ書』(11:1) を象徴する小枝を手にしている。
右側の集団でひざまずいているのは『新約聖書』に記された十二使徒で、その背後に立っているのはカトリックの聖人たちである。赤い祭服は殉教者を象徴し、ローマ教皇や聖職者ら教会のさまざまな地位にある人物たちが描かれている。自身を象徴する石を抱えた、石打の刑で殉教した聖ステファノのように誰の肖像なのかが判明している人物像もある。赤い祭服の集団の最前列には、ヘントでも長く紛争の種となった教会大分裂に深く関係する3名のローマ教皇が描かれている。三連の教皇冠を被ったこの三名のローマ教皇たちは、マルティヌス5世、グレゴリウス12世、そして対立教皇アレクサンデル5世である。ダネンスは教皇と対立教皇が隣同士に描かれているのは「和解の様子」を描き出そうとしたためだとしている。

##### 殉教者たち
画面中景の祭壇の左右には、聖職者の格好をした男性の殉教者と女性の殉教者の集団が描かれている。男性の集団は左奥の、女性の集団は右奥の森の小道から姿を現したかのように見える。聖処女と呼ばれることもある女性の殉教者たちは、多産と子孫繁栄の象徴でもある豊かな草原に集っている。殉教の象徴である棕櫚の葉を手にした女性殉教者のなかには、誰の肖像なのかが特定されている人物像もある。頭に花冠を被った 多くの女性殉教者がそれぞれを象徴するエンブレムとともに描かれており、最前列には子羊を抱く聖アグネス、塔を抱える聖バルバラ、豪奢な衣装の聖カタリナ、バラの花籠を持つ聖ドロテアが、さらに後列には矢を持つ聖ウルスラが描かれている。左側の男性殉教者も手に棕櫚を持ち、聴罪司祭、ローマ教皇、枢機卿、僧侶、修道士などが青い聖職服を着用して描かれている。

#### 正しき裁き人とキリストの騎士
「神秘の子羊の礼拝」の左パネルには騎乗する人々が描かれている。これらの人々たちが聖書におけるどのような人物なのかが、それぞれのパネルのフレームの銘に記されている。「神秘の子羊の礼拝」の左隣のパネルには「キリストの騎士 (CHRISTI MILITES)」という銘が、さらにその左のパネルのには「正しき裁き人 (IUSTI IUDICES)」という銘がある。他のパネルに描かれた集団とは異なり正しき裁き人には聖人がおらず、この理由について美術史家たちが研究を重ねてきた。さまざまな説のなかで、依頼主のヨドクス・フィエトがヘントの参事官という地位にあったことを意味するためのパネルだったという説が有力となっている。
「正しき裁き人」のパネルには騎乗する10名の人物が描かれており、そのうち手前から三番目と四番目の人物はフーベルトとヤンの肖像画だとされている。この説の根拠としては、ヤンが1433年に描いた自画像ともいわれる『ターバンの男の肖像』と風貌がよく似ていることが挙げられている。そしてこのヤンの肖像画といわれる人物像と、すぐ近くに描かれている人物の特徴がよく似ていることから、ヤンの兄フーベルトの肖像画ではないかといわれている。『ヘントの祭壇画』と『ターバンの男の肖像』はほぼ同じ時期に完成した作品で、『ヘントの祭壇画』に描かれたヤンといわれる人物像はかなり風貌が若く見えるが、どちらもよく似た被り物 (en:Chaperon (headgear)) を頭に固く巻きつけている「正しき裁き人」のパネルのヤンとフーベルトの肖像画といわれる人物像は、後世にファン・エイク兄弟を描くときの見本となり、16世紀の芸術家ドミニクス・ランプソニウスなど、多くの芸術家の作品に再利用されている。また、描かれているのはファン・エイク兄弟ではなく、手前から順にブルゴーニュ公フィリップ2世（豪胆公/ル・アルディ）、フランドル伯ルイ2世、ブルゴーニュ公ジャン1世（無怖公/サン・プール）、同フィリップ3世とする説もある。
「キリストの騎士」のパネルには9名の騎士が描かれている。とくに手前で十字旗を持つ武装した3名の騎士は、聖マルティヌス、聖ゲオルギオス、聖セバスティアヌスに擬せられる。さらに9名の騎士のモデルとして、ダヴィデ、アレクサンドロス大王、アーサー王ら中世ヨーロッパで畏敬された「九大英雄」という説や、『ヨハネの黙示録』(19:11 - ) に記された白馬にまたがる天の軍勢とする説などがある。

#### 隠修士と巡礼者
「神秘の子羊の礼拝」のパネルの右には隠修士たちと巡礼者たちが描かれている。「隠修士」のパネルで隠修士たちを率いているのは、キリスト教の最初の隠修士テーベの聖パウロ、教会博士パドヴァの聖アントニウス、修道制度の創始者ヌルシアの聖ベネディクトゥスとされている。隠修士のパネルには背景の岩に隠れるようにして、香油壺を手にしたマグダラの聖マリアとエジプトの聖マリアが、救済の象徴として描かれている。
「巡礼者」のパネルに描かれている巡礼者のなかで一際大きな巨人は、旅人の守護聖人の聖クリストフォロスである。クリストフォロスのすぐ背後の巡礼者は、三大巡礼地の一つサンティアゴ・デ・コンポステーラに墓があると信じられていた聖ヤコブで、自身の象徴である貝をつけた帽子を被っている。この2枚のパネルは、一箇所に留まって瞑想的生活を送る隠修士と各地を精力的に旅する巡礼者という静と動の宗教活動が対比された構成となっている。
中央パネルに比べると左右4枚のパネルは縦に10 cm程度長く、このことが美術史家たちを数世紀にわたって悩ませてきた。フーベルトの未完の作品群をヤンが完成させて『ヘントの祭壇画』として組上げたためであるという説や、もともと大きかった中央パネルが過去のどこかの時点で切り詰められたという説など、さまざまな説がある。ただし、切り詰められたという説は、現代の詳細な分析の結果否定されている。

## 外装
翼を畳んだときの『ヘントの祭壇画』の大きさは 375 cm x 260 cm である。翼を畳んだときに鑑賞者の目に触れる外装の上段には半円形のルネットとなるパネルが4枚あり、それぞれ預言者とシビュラが描かれている。外装中段には受胎告知が描かれ、下段には聖人の彫刻のような人物像と『ヘントの祭壇画』の制作依頼主で、この祭壇画を教会に寄進したヨドクス・フィエトとその妻エリザベト・ボルルートの肖像画が描かれている。さまざまなモチーフが彩り豊かに描かれている内装に比べると、外装は簡素で抑制的な描写がなされている。パネルは細かく分割され、とくに上段のルネットでは人物像が小さく押し込められている。構成も素朴で少ないモチーフがシンプルに描かれている。ただし、内装パネルの特徴とも言える人目を引く錯視的効果はこの外装パネルでも使用されている。とくに一見彫刻作品のようなグリザイユで描写された聖人像にこの錯視的効果が顕著で、光の表現もこの外装パネルに深い奥行き感を与えている。

### 外装上段

#### ルネット
外装上部のルネットにはキリスト誕生の預言者が描かれている。どのパネルにも銘文が記された帯や巻物のようなものが浮かんでおり、描かれている人物が誰なのかが各パネルの下部に記されている。最左端のルネットには『旧約聖書』に登場する預言者ゼカリヤ、最右端のルネットには『旧約聖書』に登場する預言者ミカが描かれている。ゼカリヤのパネルには『ゼカリヤ書』(9:9) の「シオンの娘よ、大いに喜べ、見よ、あなたの王はあなたの所に来る (EXAULT SATIS FILIA SYON JUBILA ECCE REX TUUS VENTI)」という銘がある。ミカのパネルには『ミカ書』(9:9)「イスラエルを治める者があなたのうちからわたしのために出る (EX TE EGRED DIETUR QUI SIT DIMINATOR IN ISRAEL) という銘がある。
中央のルネットの左右には古代の巫女たるシビュラが描かれており、左のルネットのフレームには「クマエのシビュラ」右のルネットのフレームには「エリュトライのシビュラ」という銘文が記されている。しかしながら、クマエのシビュラの銘帯には古代ローマの詩人ウェルギリウスの『アエネーイス』(VI, 50)の「いと高き神の御心に満たされてそなたは不滅の言葉を口にする (NIL MORTALE SONAS AFFLATA ES NUMINE CELSO)」というエリュトライのシビュラの預言が記されている。そしてエリュトライのシビュラの銘帯には聖アウグスティヌスの『神の国』(X VIII, 23) の「いと気高き王が光臨されて、地を裁くために肉の中に現存する (REX ALTISSIMUS ADVENIET PER SECULA FUTURUS SCILICET IN CARNE)」というクマエのシビュラの預言が記されている。つまりフレームに記された人物と、銘帯に記された預言を語った人物とが相反しているということになる。フレームに記されている人物名が制作当時のものなのか、後世になってから他者によって書き足されたものなのかが分かっていないこともあって、この矛盾については判断することができない。本稿ではフレームの銘に従って、中央ルネットの左がクマエのシビュラ、右がエリュトライのシビュラとしている。
ゼカリヤとミカは、背後の帯に記された自身の預言の成就が受胎告知で果たされることを見届けるために画面の下へ視線を落としている。白色の衣服を着用したクマエのシビュラは空を見つめており、毛皮の袖飾りがついた緑色の衣服を着用したエリュトライのシビュラはマリアへ目を向け、受胎するマリアの心情を理解するかのように片手を子宮の位置においている。美術史家フォルカー・ヘルツナーは20世紀半ばに、このエリュトライのシビュラとヤンが仕えていた善良公の妃イザベル・ド・ポルテュガルとの風貌の類似性を指摘した。とくにヤンが1428年から1429年にかけて描いた『イザベル・ド・ポルテュガルの肖像』（模写のみが現存）とよく似ているとしている。ヘルツナーはシビュラのパネルの帯に記されている銘文には二重の意味が隠されており、キリスト到来の預言だけではなく、善良公の長男アントニ（1430年 - 1432年）が幼少期を無事に過ごすことを願う意味もこめられていたとしている。このヘルツナーの説を否定する美術史家もおり、当時は幼児死亡率が極めて高く、悲運につながりかねないような含意は、出生後ではなく出生前の歓喜の意として使われるのが普通だったと指摘している。

#### 受胎告知

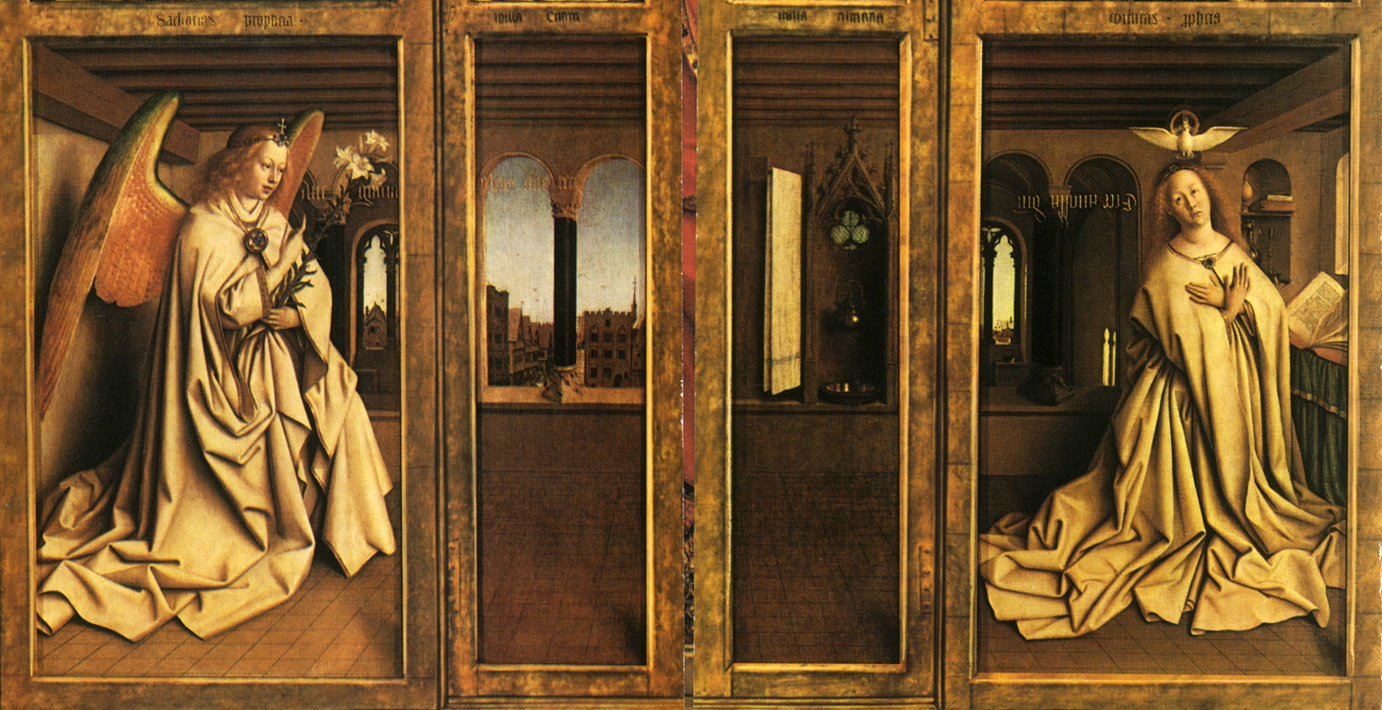
4枚のパネルに描かれた「受胎告知」。

外装中段には受胎告知が描かれており、キリストの受胎を伝える大天使ガブリエルが画面左に、聖母マリアが画面右に配されている。二人とも白色のローブに身を包み、同じ部屋の両端に立っている。室内の大きさと比較すると、ガブリエルもマリアもかなり不釣合いな大きさに描かれている。これは国際ゴシック美術様式とビザンティン美術様式の伝統的な表現手法に即したもので、これらの美術様式で描かれたイコンでは聖人、とくに聖母マリアを周囲の事物よりも大きく表現することが多かった。『ヘントの祭壇画』でこの伝統的表現手法がとられているのは、ガブリエルとマリアが外装下段に描かれているヨドクス夫妻の目の前に現出した天界からの幻影として描かれているためだと考えられている。ファン・エイクは『教会の聖母子』（1438年 - 1440年頃）でも同様の手法で巨大なマリアを描いている。
金髪と多色の翼を持つ大天使ガブリエルの右手は掲げられ、左手には百合の花を持っている。百合はマリアの純潔、処女性の象徴として、受胎告知を描いた絵画作品で多用されるモチーフである。ガブリエルの口元から右隣のパネルにかけて「恵まれた女よ、おめでとう、主があなたと共におられます (AVE GRACIA PLENA D(OMI)N(U)S TECU(M))」という、『ルカによる福音書』(1:28) からの引用がラテン語で記されている。そしてヤンが1434年から1436年ごろに描いた『受胎告知』と同様に、マリアからの応え「主のはしためを見守りたまえ (ECCE ANCILLAM D(OMI)NI)」が天界の神あるいは聖霊の化身である頭上のハトが直接読めるように、上下逆さまになってマリアの口元に記されている。
ガブリエルとマリアのパネルの間には簡素な部屋が描かれた二枚の細いパネルがある。左のパネルの開かれた窓から外の町並みが見え、右のパネルの壁には壁龕がある。窓から見える町並みは実際のヘントの町を描いたものだと考える美術史家もいるが、多くの美術史家はまったく架空の町並みが描かれているとしている。このようなほとんど何も描かれていない簡素な空間は、祭壇画としては極めて異例な構成といえる。このため多くの美術史家は、もともとフーベルトが企図していたパネルの構成に対して、ヤンが自身のデザインを適応させようと苦心した妥協の産物だったのではないかとしている。

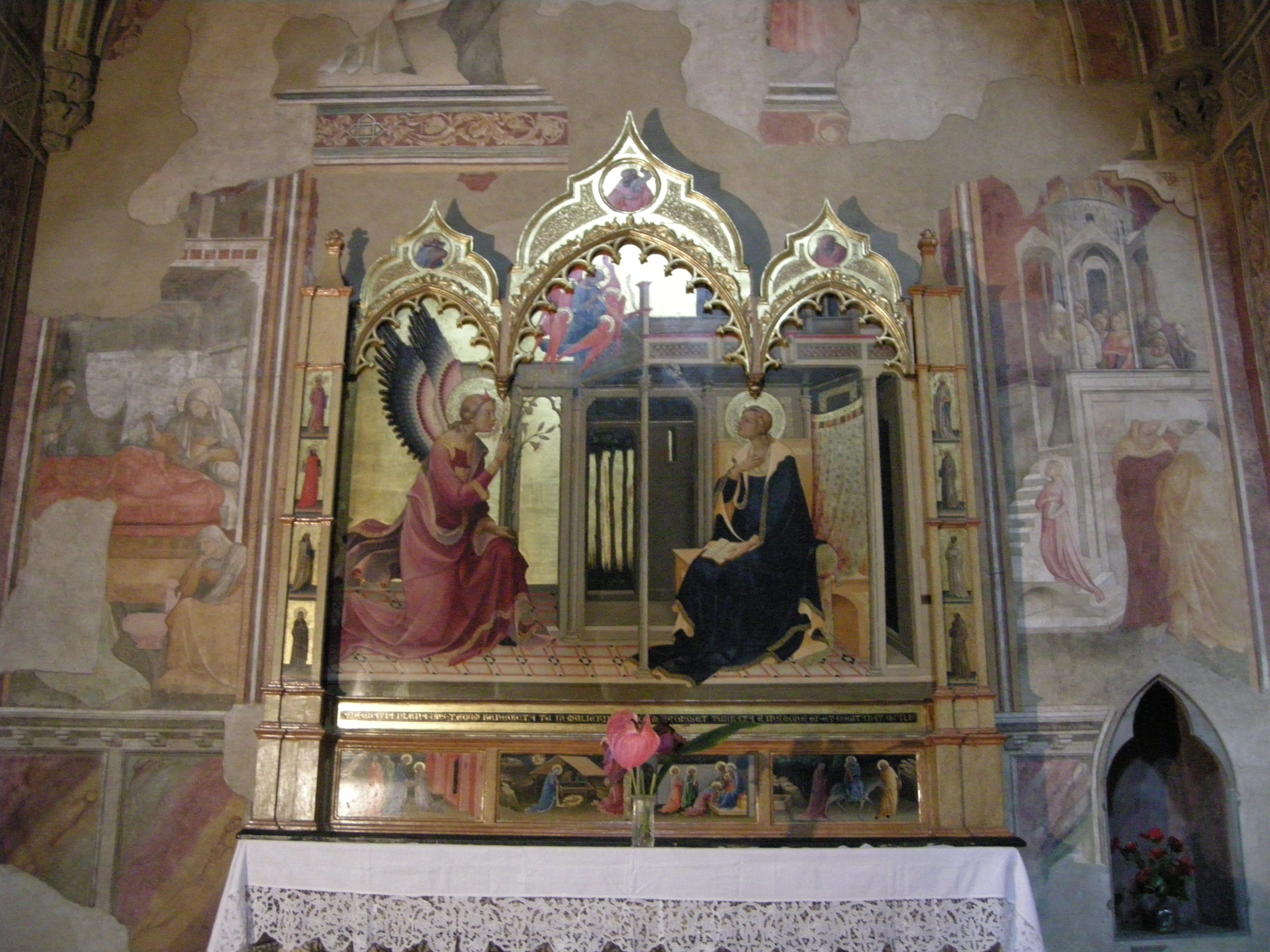
ロレンツォ・モナコが描いたフィレンツェのサンタ・トリニタ教会礼拝堂の祭壇画『バルトリーニ・サリンベーニの受胎告知』（1420年 - 1424年）。『ヘントの祭壇画』外装上段のルネットに描かれている人物像や受胎告知の構成に影響を与えたといわれている。

ペニー・ジョリーは、フィリップ善良公の命令で1420年代後半にイタリアを訪れたヤンが、14世紀に描かれた受胎告知のイコンをフィレンツェで目にし、さらに当時のフィレンツェで描かれていた受胎告知の絵画作品にも親しんだのではないかとしている。これらフィレンツェの受胎告知と『ヘントの祭壇画』の受胎告知には図像学上の共通点が多く見られる。多色使いのガブリエルの翼、上下が逆さまになった文章、光線の表現、ガブリエルとマリアを隔てる簡素な室内などである。ヤンがフィレンツェで目にしたであろう、ロレンツォ・モナコが1424年にフィレンツェのサンタ・トリニタ教会礼拝堂の祭壇画として描いた『バルトリーニ・サリンベーニの受胎告知』のように、両者の空間的距離を表現するためにこれらの要素が使用されることもあった。モナコの受胎告知ではガブリエルとマリアの間が、屋内と屋外が描写された二つの狭い空間で隔てられている。屋外の町並みと屋内の手洗盤は、『ヘントの祭壇画』の受胎告知にも描かれているモチーフである。
『ヘントの祭壇画』に描かれた部屋は、中世絵画において「中産階級の家庭内」を描いた最初の屋内描写の一つだが、屋内の家具などの配置や窓越しに見える町並みなどは、15世紀当時の絵画作品によく見られる構成である。ボルシェルトは『ヘントの祭壇画』の受胎告知がありふれた構図と構成で描かれていることによって、画面下部に描かれている制作依頼主と同じ場所に聖人が現出していることを15世紀当時の鑑賞者が理解できたとしている。とはいえ、冷然とした厳格な雰囲気、半円状の窓や石柱の存在など、この部屋が単なる世俗の家屋内として描かれているわけではない。
受胎告知に描かれている床面はヤンの作品によく見られるタイル張りで、一つの消失点を持つ透視図法で描かれている。受胎告知を構成する4枚のパネルの右下隅にはフレームの影がタイル張りの床に表現されている。この技法が画面外の仮想的空間から光が差し込んでいるような効果をもたらしている。

### 外装下段
外装下段の4人の人物像はみな壁龕の中に描かれている。両端のパネルには『ヘントの祭壇画』の制作依頼主で、この祭壇画を洗礼者ヨハネ教会に寄進したヨドクス・フィエトとエリザベト・ボルルートの夫妻が描かれている。内側のパネルに彫像であるかのようにグリザイユで描かれているのは、洗礼者ヨハネと福音記者ヨハネである。彫像のように表現することによって、この二人の聖人がこの世ならざるものであり、ひざまずいて手を合わせながら一心に祈りを捧げるヨドクス夫妻の前に現出した幻影であることを示唆している。他のパネルの人物像の多くと同じく、下段のパネルに描かれた人物像も右上からの光に照らし出されている。人物像が象る影がこれらのパネルに深みを与える写実表現となっている。

#### 聖人と制作依頼主
洗礼者ヨハネも福音記者ヨハネも、それぞれの名前が刻まれた石の台座の上に立っている。祭司ザカリア（ルネットに描かれている預言者ザカリヤとは無関係）の息子の洗礼者ヨハネは、左腕に子羊を抱えてヨドクスのほうへと目を向けており、掲げられた右手で子羊を指している。このしぐさは洗礼者ヨハネが唱えた「見よ、神の子羊」という文句を意味している。福音記者ヨハネは聖杯を手にしている。これは杯から毒を飲まされた福音記者ヨハネが何事もなく生還したという伝承に基づくもので、中世美術では福音記者ヨハネにはエンブレムとして杯がよく描かれていた。
制作依頼主のヨドクス夫妻は等身大で描かれており、その身体の大きさは聖人を超えている。このことはそれぞれの手の大きさを比較するとはっきりとわかる。ヨドクス夫妻は鮮やかな暖色の衣服を身につけており、生命感の希薄な単色の聖人たちとは好対照となっている。ファン・エイクは細心の写実表現で夫妻の姿を描いている。老いに苦しむ二人の姿が、依頼主に媚びることのない断固とした筆致で描写されており、ヨドクスの潤んだ瞳、皺のよった両手、禿頭、白くなった髭といった老化現象が詳細に表現されている。両手の膨れた静脈や爪も非常に詳細に描かれている。ヨドクス夫妻の肖像が描かれているパネルは『ヘントの祭壇画』で最後に完成したパネルだと考えられており、その完成時期は1431年か1432年初頭とされている。

## 保存状態

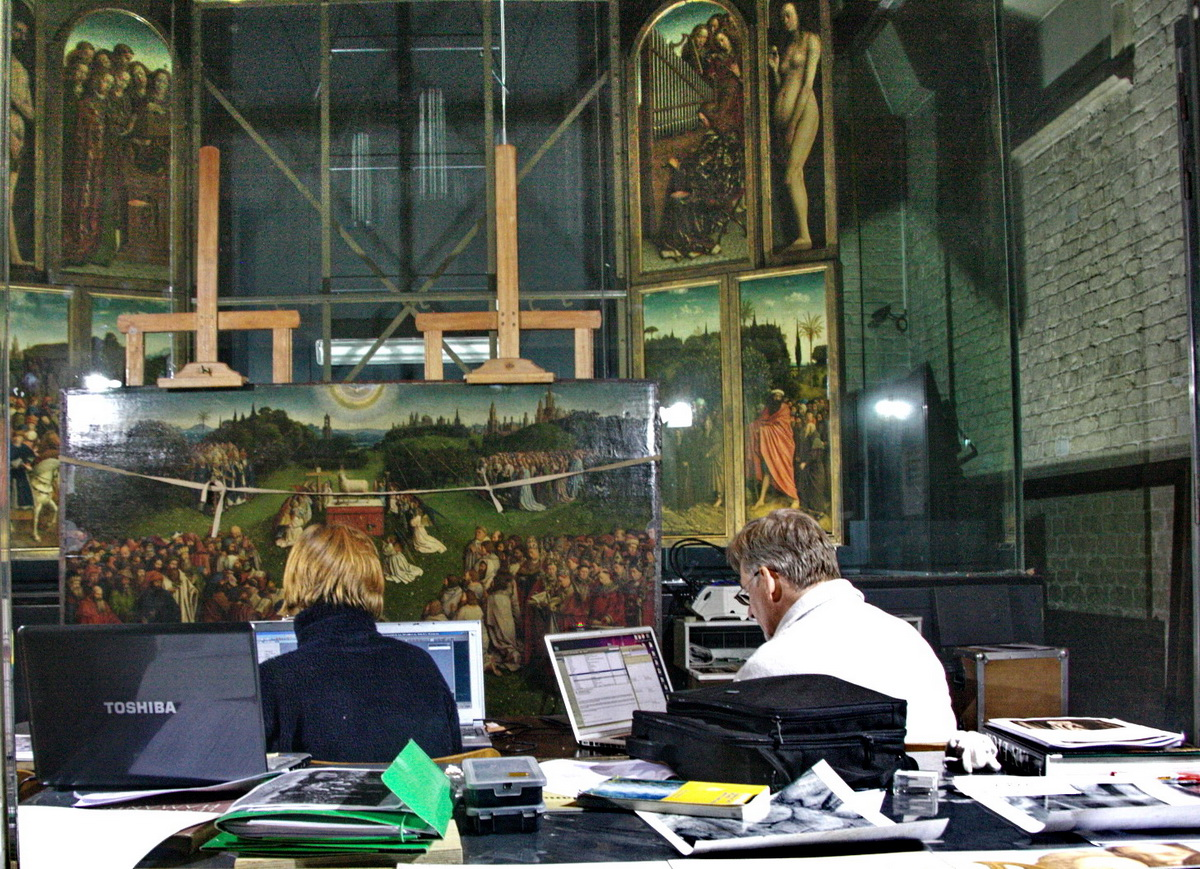
2012年からの修復作業に先駆けて2009年から行われた分光分析による『ヘントの祭壇画』の状態の調査（2010年の画像）。

『ヘントの祭壇画』に最初の大規模な修復が施されたのは1550年のことで、ランスロット・ブロンディルとヤン・ファン・スコーレルという二人の画家が手がけた。以前ヤン・ファン・スコーレルが実施した粗雑な洗浄作業のために損傷してしまった、祭壇画基部を修復するためだった。この1550年の修復作業は慎重に行われ、この二人の仕事ぶりを賛美した当時の記録が残っている。修復された祭壇画基部だったが、16世紀に火災に遭いふたたび大きな損傷を受けた。このときにはいったんパネルが分解されて、水彩による修復作業が行われた。宗教改革時には聖像破壊運動から守るために礼拝堂から運び出されて、屋根裏部屋に隠匿されていたこともある。その後市庁舎に移されて、200年にわたってそのまま保管されていた 。
ヘント美術館が『ヘントの祭壇画』の五カ年修復計画を開始したのは2012年10月だった。一度に一枚のパネルのみが外されてヘント美術館に修復のために運び込まれており、残りのパネルはそのままシント・バーフ大聖堂で公開されている。ヘント美術館での修復作業の様子は、ガラス越しではあるが大衆に公開されている。このヘント美術館による作業以前に大規模な修復が行われたのは1950年から1951年にかけてのことで、第二次世界大戦のさなかにナチス・ドイツによってオーストリアの岩塩坑に隠匿されていたことに起因する損傷の修復だった。この修復時には当時最新の赤外線による科学的精査が実施されている。

## 来歴

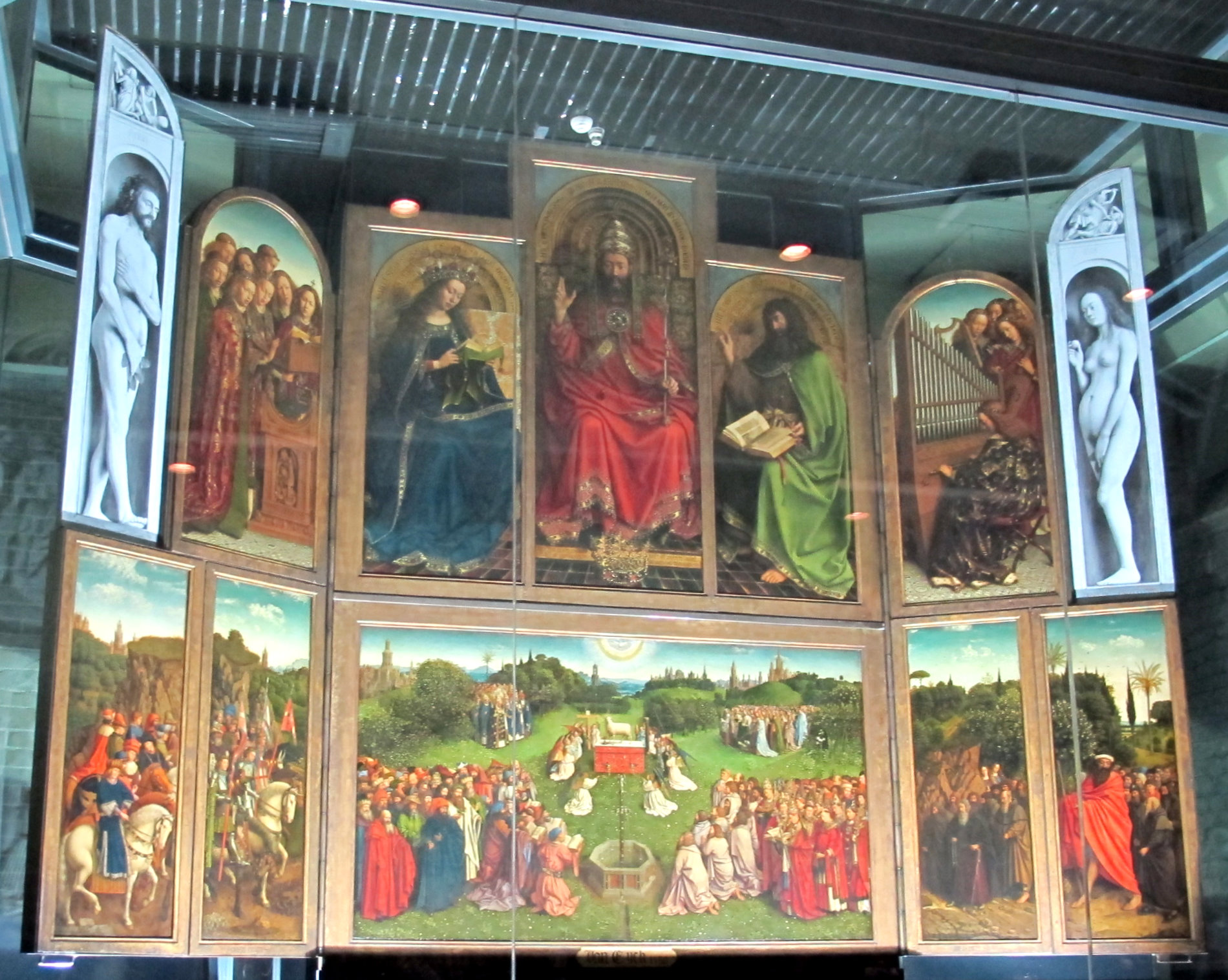
シント・バーフ大聖堂に展示されている『ヘントの祭壇画』。2012年現在。

『ヘントの祭壇画』の保管場所は数世紀の間に幾度か変わっている。美術史家ノア・チャーニーは、『ヘントの祭壇画』が世界中の誰もが手に入れたいと強く願う美術品であり、最初の公開以来13回にわたって何らかの被害に遭い、7回にわたって盗まれた作品であるとしている。フランス革命のあとナポレオン1世がフランス皇位に就き、戦利品と称してヨーロッパ諸国から多くの美術品を略奪した。『ヘントの祭壇画』もフランス軍に略奪された絵画作品の一つで、パリへと持ちこまれてルーヴル美術館で公開されていた。『ヘントの祭壇画』がヘントに返還されたのは、1815年のワーテルローの戦いでフランス軍が致命的な敗北を喫してからのことだった。返還された1815年には、アダムとイヴ以外の翼のパネルがヘント司教によって240リーブルの借金の抵当にあてられた。結局ヘント司教はこれらのパネルを回収することができず、1816年にニーウェンホイスの商人によって、イングランド人美術品収集家エドワード・ソリーに4,000リーブルで売却された。ソリーが更なる転売先を探している間中、パネルは数ヶ月間ロンドンに保管されていた。ソリーの転売は難航していたが、プロイセン王フリードリヒ・ヴィルヘルム3世が、当時としてはかなりの高額である16,000リーブルでソリーのパネルを購入し、これ以降数十年にわたってベルリンの絵画館に展示されていた。ヘントに残されていたパネルは1822年に火災に遭い、外されていたアダムとイヴのパネルはブリュッセルの美術館へと送られている。
第一次世界大戦時に大聖堂に残されていたパネルがドイツ軍に略奪されたが、1919年に締結されたヴェルサイユ条約で略奪されていた全てのパネルが返還されている。そして1920年には、売却されてドイツへ流出していた翼のパネルもヘントへ返還され、ほぼ100年ぶりに全てのパネルがヘントへと戻ることになった。しかしながら1934年に「正しき裁き人」のパネルが盗まれた。ドイツ人たちは「（本来返還する必要がなかった）パネルが失われたことを激しく憤り」、折りしも第二次世界大戦の勃発によって1940年ごろから再びドイツ（ナチス・ドイツ）との関係が再び緊張し始めた。このためベルギー政府は万が一に備えて『ヘントの祭壇画』をヴァチカンに預けることを決定した。ベルギーからヴァチカンへの移送途中の『ヘントの祭壇画』だったが、フランスを通過していたときにイタリアがドイツ側の枢軸国として参戦することを宣言した。『ヘントの祭壇画』はフランス南西部のポーの美術館に一時保管されることとなり、フランス、ベルギー、ドイツそれぞれの軍代表者が『ヘントの祭壇画』を他の場所に移動する場合には三国間の合意を必要とするという協定にサインした。しかしながら1941年にナチス・ドイツ総統アドルフ・ヒトラーが、『ヘントの祭壇画』を押収を命じ、バイエルンのノイシュヴァンシュタイン城に持ち込ませた。このときベルギーとフランスの現地当局者は『ヘントの祭壇画』の押収に激しく抗議しており、同じく押収の命令に同意しなかったドイツ側の責任者が後に解任されている。その後ドイツの戦況が悪化し連合国の空軍による空襲が開始されたため、『ヘントの祭壇画』はノイシュヴァンシュタイン城からオーストリアのアルタウッセへと運ばれ、他の多くの美術品と共に当地の岩塩坑に隠匿された。
第二次世界大戦終結後にアメリカ軍が『ヘントの祭壇画』を発見し、ベルギー王家主催でブリュッセル王宮にて開催された式典でベルギーへと返還された。返還されたパネルは、このとき王宮で報道陣に公開されている。また、この式典にフランス人は招待されなかった。第二次世界大戦時にフランスの実権を握っていたヴィシー政権が、『ヘントの祭壇画』のドイツへの移送を承認したためだった。